# Гормэ сабзи

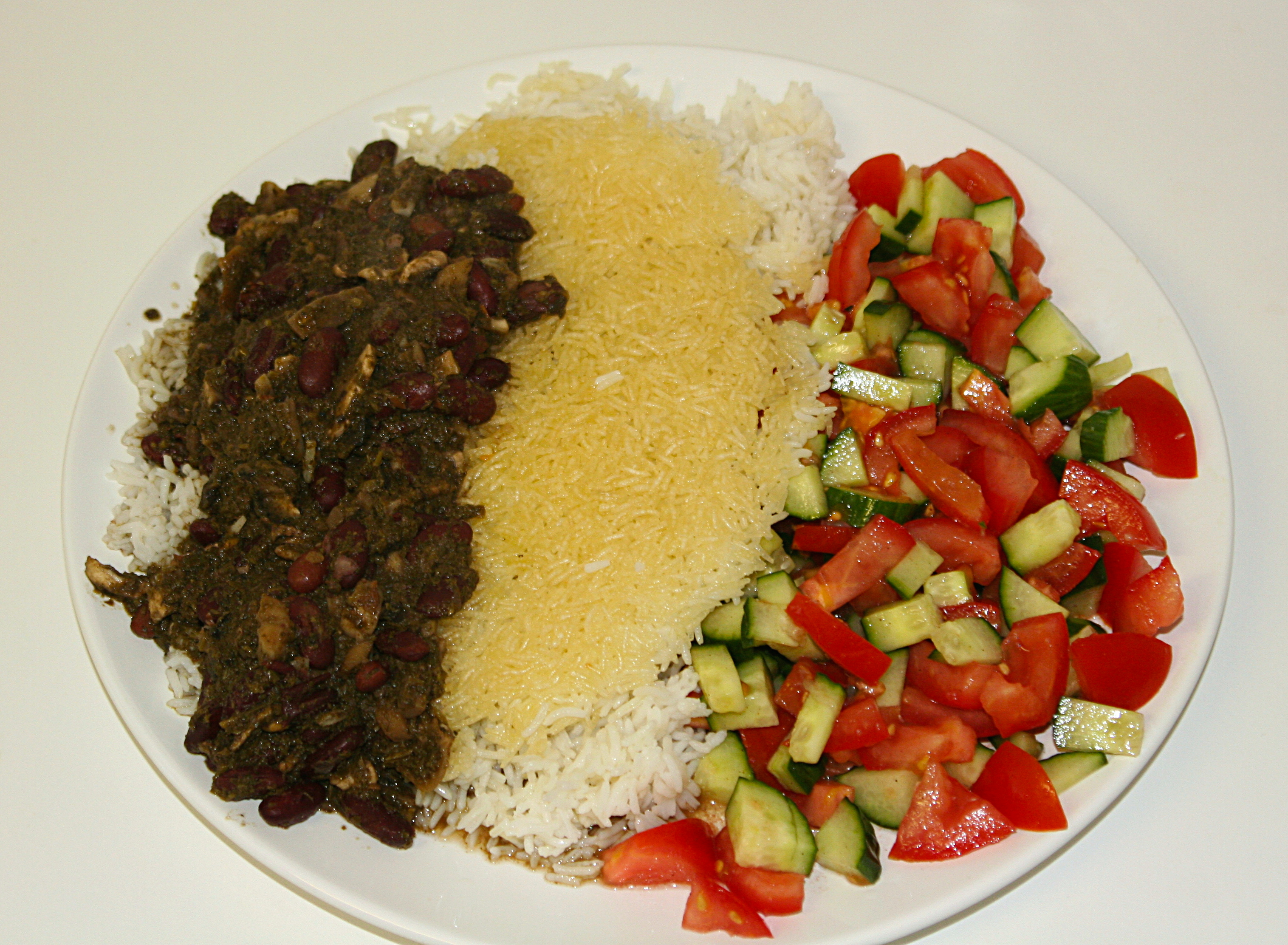
Домашний гормэ сабзи

Гормэ сабзи (перс. قورمه سبزی‎ или قرمه سبزی) — одно из национальных блюд Ирана.
История гормэ сабзи насчитывает от 500 до 2000 лет.
Эта подливка включает в себя зелень, петрушку, пажитник сенной и шпинат огородный, иногда свёклу, фасоль и красное мясо. Вкус этой подливки должен быть немного кислым, для этого в неё добавляют лимонный сок. Для того, чтобы кормэ сабзи приготовился, требуется 2-3 часа.
Приготовленный на четырёх человек, гормэ сабзи содержит 1550 килокалорий. Поскольку его едят с рисом, то к нему добавляется ещё как минимум 200 килокалорий. Таким образом, гормэ сабзи богато калориями. Наличие в блюде большого количества зелени и фасоли, являющейся растительным протеином, делает гормэ сабзи очень полезным.
Первая суббота месяца азар (начинается 21 ноября) называется Международным днём гормэ сабзи. Этот день проводится примерно спустя 3 дня после Дня благодарения.
Гормэ сабзи по прошествии многих лет сохранило свою основу. Это блюдо впервые появилось у племён, которые занимались разведением животных. 